# Обеспечение качества программного обеспечения
Обеспечение качества программного обеспечения (англ. Software quality assurance, SQA) — набор процедур мониторинга разработки программного обеспечения и методов, используемых для обеспечения его качества. В настоящее время в программной инженерии имеется большое количество методов обеспечения качества программного обеспечения, которые соответствуют одному или нескольким стандартам, в частности стандартам ISO 9000 или наборам моделей (методологий) CMMI.
Процедуры обеспечения качества охватывают весь цикл разработки программного обеспечения, включая такие процессы как определение требований, проектирование, написание программы, контроль исходного кода, анализ кода, конфигурационное управление, тестирование, управление релизами и интеграция продуктов. Процедуры обеспечения качества включают цели, возможности, процедуры, измерения и проверки.
В соответствии со стандартом ISO/IEC 15504 v.2.5 (SPICE), обеспечение качества программного обеспечения является вспомогательным процессом, который должен обеспечить гарантию того, что рабочие продукты, действия и процессы разработки соответствуют требованиям ISO 15504. Требования IEEE в сфере обеспечения качества программного обеспечения изложены в группе стандартов IEEE Standard 730—2014.